# Jürgen Schwabe
Jürgen Schwabe (* 17. Juni 1937) ist ein deutscher Rechtswissenschaftler.

## Leben
Nach seinem Abitur 1956 studierte Schwabe Rechtswissenschaften in Frankfurt, Freiburg, Berlin und Marburg. Seine Staatsexamina legte er 1961 und 1968 ab. 1970 promovierte er in Marburg über Die sogenannte Drittwirkung der Grundrechte zum Dr. iur. Danach war er als Wissenschaftlicher Assistent in Marburg und Gießen und später als Dozent in Gießen tätig. 1978 erfolgte in Gießen seine Habilitation mit dem Thema Probleme der Grundrechtsdogmatik. 1979 wurde Schwabe Professor für Öffentliches Recht an der Universität Hamburg. Er ist emeritiert.
Schwabes Forschungsschwerpunkte liegen in den Bereichen Verfassungsrecht (insbesondere Grundrechte), Allgemeines Verwaltungsrecht und Besonderes Verwaltungsrecht (insbesondere Polizeirecht).
Bezogen auf Gegendemonstrationen politisch linker Organisationen bei rechtsextremen Kundgebungen vertrat Schwabe 2014 in einem Beitrag für die Frankfurter Allgemeine Zeitung die Auffassung, dass gegen  Blockierer genehmigter Demonstrationen polizeilich vorgegangen werden müsse und dass politisch Verantwortliche solche Blockadeaktionen nicht belobigen sollten.

## Werke (Auswahl)
- Die sogenannte Drittwirkung der Grundrechte. Zur Einwirkung der Grundrechte auf den Privatrechtsverkehr. (= Das wissenschaftliche Taschenbuch. Band 15). Goldmann, München 1971, ISBN 3-442-60015-4.
- Entscheidungen des Bundesverfassungsgerichts. Studienauswahl (Band 1–109). 8. Auflage, Buxtehude 2004, ISBN 3-9801080-5-8